# Site de stockage nucléaire de Gorleben

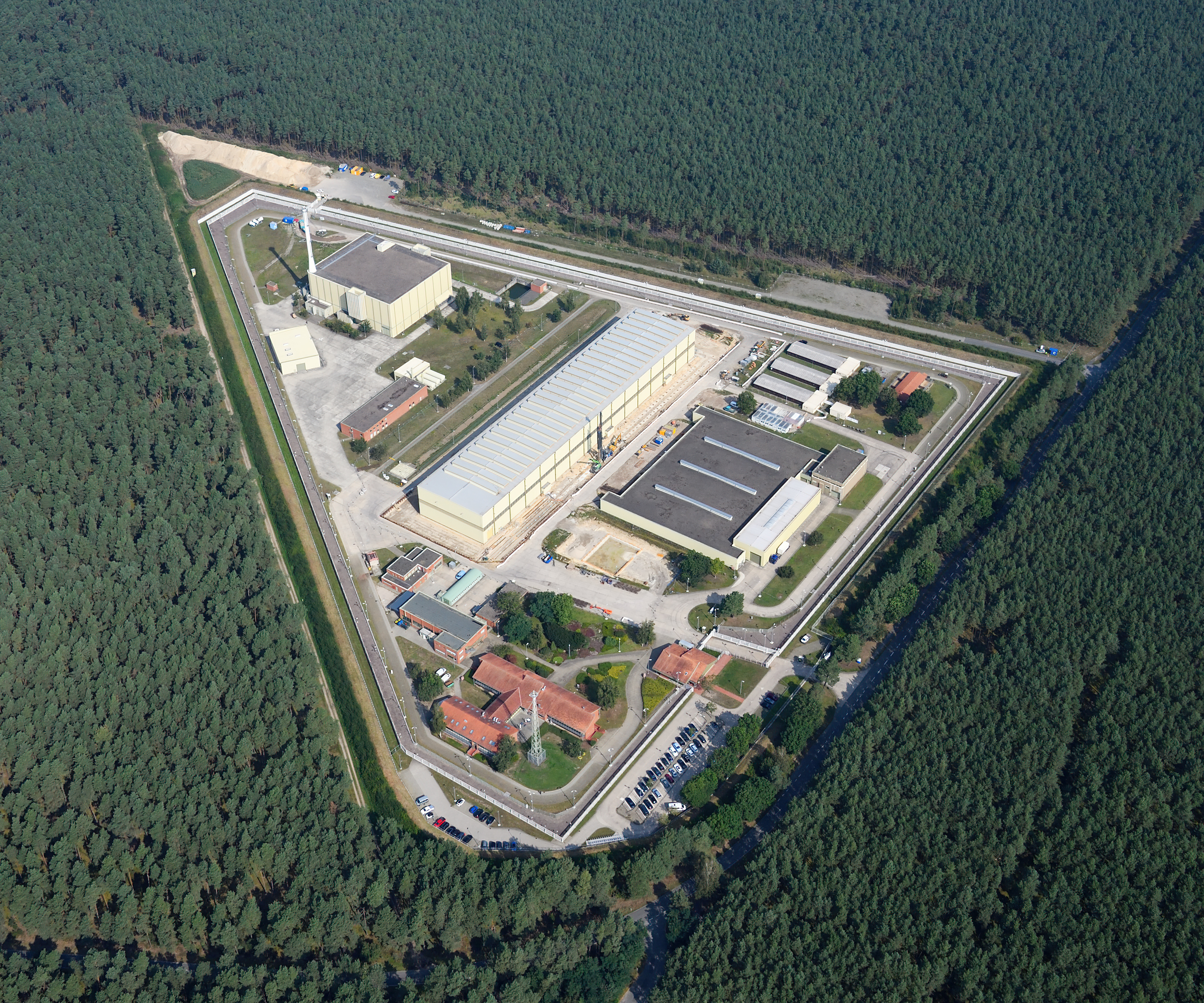
Vue aérienne du site de stockage des déchets nucléaires.

Le site de stockage nucléaire de Gorleben est une ancienne mine de sel reconvertie en site de stockage de déchets nucléaires, située dans la région de Basse-Saxe au nord de l'Allemagne, au bord de l’Elbe, à mi-chemin entre Hambourg et Berlin.
113 fûts de déchets radioactifs de type castor y ont été entreposés entre 1995 et 2011, et le site fait partie des lieux symboliques de la lutte contre l'industrie nucléaire en Allemagne.

## Historique

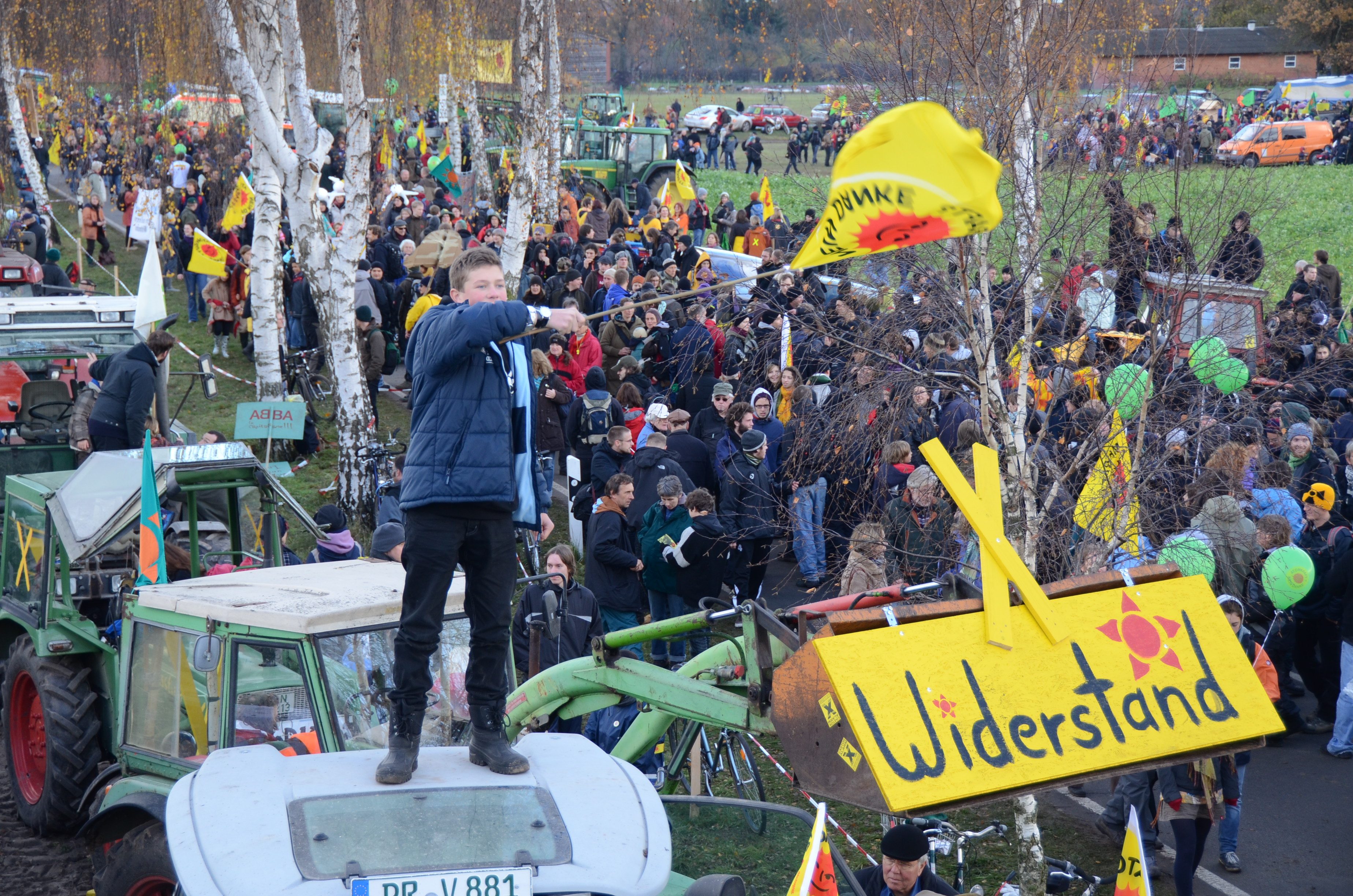
Manifestation contre le transfert des container Castor à Gorleben en 2010.

Depuis les années 1970, le site a fait l'objet de manifestations régulières. Les écologistes ont tout d'abord protesté contre ce projet d'enfouissement, puis on réclamé sa fermeture.
En 1977, le ministre président du Land de Basse-Saxe a décidé que la localité pouvait accueillir le site de stockage définitif des déchets hautement radioactifs ainsi qu’une usine de retraitement.
En 1979 plus de 100 000 personnes ont manifesté contre ce projet. Chaque arrivage de containers de déchets a été accompagné d'importantes mobilisations. Le site est en service depuis 1995. Le convoi de novembre 2011 a mis plus de cinq jours pour parcourir 1 200 km entre l'usine française de La Hague et le site de stockage de Gorleben, ce qui en fait le plus lent des 13 convois organisés depuis 1995.
En 2011 il est décidé que le site ne sera plus utilisé pour étudier le stockage géologique profond. Le site ne dispose d'autorisation de stockage que jusqu'en 2034, mais les déchets ne peuvent pas être retirés tant que le site d'enfouissement final n'aura pas été déterminé.

## Aspects économiques
Le coût du site de Gorleben s'élève à 1,6 milliard d'euros, et la recherche d'un nouveau site pourrait engendrer un coût de l'ordre de 2 milliards d'euros, surcoût que les exploitants allemands E.ON ou RWE refusent de prendre en charge.